# Ariel Hernández
Ariel Hernández Azcuy (Guane, Kuba, 1970. május 3. –) kétszeres olimpiai bajnok és kétszeres amatőr világbajnok kubai ökölvívó.

## Eredményei
- 1989-ben junior világbajnok nagyváltósúlyban.
- 1990-ben junior világbajnok nagyváltósúlyban.
- 1992-ben aranyérmes az olimpián középsúlyban. A döntőben a későbbi nehézsúlyú profi világbajnok amerikai Chris Byrdöt győzte le.
- 1993-ban aranyérmes a világbajnokságon középsúlyban.
- 1995-ben aranyérmes a pánamerikai játékokon középsúlyban.
- 1995-ben aranyérmes a világbajnokságon középsúlyban.
- 1996-ban aranyérmes az olimpián középsúlyban.
- 1997-ben ezüstérmes a világbajnokságon középsúlyban. A döntőben Erdei Zsolttól szenvedett vereséget.